# Discorso ai quadri di base

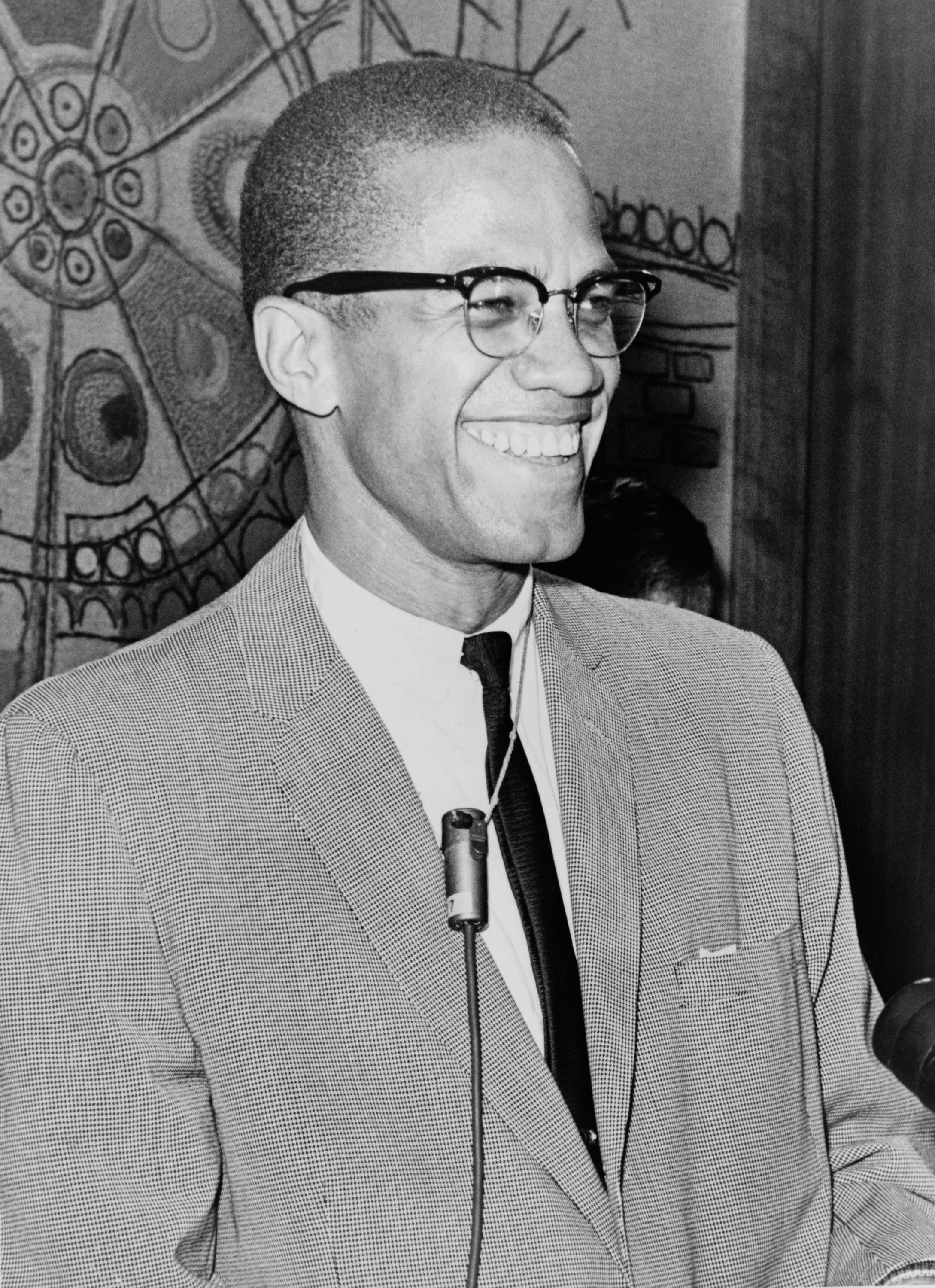
Malcolm X

Discorso ai quadri di base (Message to the Grass Roots in lingua originale) è il nome con cui è conosciuto un intervento pubblico di Malcolm X tenuto il 10 novembre 1963 nella Chiesa Battista "King Salomon" di Detroit durante una conferenza di alcuni esponenti del Coucil for Human Right. Si tratta di uno degli ultimi discorsi pronunciati da Malcolm X prima di uscire dalla Nation of Islam.

## Storia
Verso la fine del 1963 era in programma un congresso dei quadri del Coucil for Human Right di Detroit. Quando il reverendo Franklin, presidente dell'associazione, tentò di dare una svolta conservatrice all'evento impedendo ai nazionalisti neri e ai membri del Freedom Now Party di prendervi parte, il reverendo Albert Cleage si dimise dal comitato esecutivo e convocò un parallelo congresso dei quadri di base del Nord, che si svolse negli stessi giorni. Malcolm X fu uno dei tre relatori dell'evento conclusivo, una grande manifestazione pubblica nella "King Salomon Church", e il pubblico, quasi interamente composto da neri e in prevalenza da non musulmani, mostrò di apprezzare moltissimo le sue parole, interrompendolo più volte con applausi e risate.

## Contenuto

### Il nemico comune
All'inizio del discorso Malcolm X pone l'accento sull'esperienza che accomuna tutti gli afroamericani, a prescindere dal credo religioso o politico:
(Traduzione di Roberto Giammanco)
Malcolm X asserisce quindi che tutti gli afroamericani dovrebbero unirsi perché condividono lo stesso nemico: l'uomo bianco, oppressore e sfruttatore. Per rafforzare il concetto fa riferimento alla Conferenza di Bandung del 1955, che vide riuniti i rappresentanti dei Paesi asiatici e africani, sottolineando come il collante che rese possibile l'incontro fu l'esistenza di un comune nemico, l'Europa colonizzatrice, che permise il superamento delle differenze religiose e politiche tra gli Stati partecipanti.

### Rivoluzione nera e rivoluzione negra
Successivamente viene delineata la differenza tra rivoluzione nera (black) e rivoluzione negra (nigger) a partire dall'esperienza storica. Vengono quindi analizzate la rivoluzione americana, francese, russa e cinese, oltre che le rivoluzioni dei neri in Africa, come la Guerra d'Algeria e la lotta anticoloniale dei Mau-Mau in Kenya, sottolineando che si sono tutte caratterizzate per lo spargimento di sangue.

Pertanto accusa quella che definisce "rivoluzione dei negri" di essere l'unica che pretenderebbe di essere nonviolenta:
(Traduzione di Roberto Giammanco)

### Negro dei campi e negro da cortile
Come già aveva fatto in un discorso precedente, Malcom X fa una digressione storica sullo schiavismo per tracciare una profonda spaccatura tra "negro da cortile" (house negro) e "negro dei campi" (field negro). Gli schiavi del primo tipo, addetti alla casa del padrone, erano una stretta minoranza: ben vestiti e ben nutriti, vivevano accanto al padrone e lo amavano più di se stessi. Le masse che lavoravano nei campi, invece, erano la grande maggioranza. Mangiavano avanzi, indossavano vecchi abiti smessi, abitavano nelle baracche e venivano bastonati dalla mattina alla sera. Odiavano il padrone e sarebbero fuggiti da lui alla prima occasione.
Malcolm X sottolinea quindi la persistenza delle due categorie e contrappone la massa, di cui anch'egli fa parte, ai moderni "negri da cortile" o "zii Tom del ventesimo secolo", che sono interessati a vivere e lavorare pacificamente tra i bianchi e vengono usati da questi per tenere sotto controllo la massa e mantenerla passiva e nonviolenta.

### La Marcia su Washington
Il discorso viene concluso da un'aspra critica verso la Marcia su Washington per il lavoro e la libertà, manifestazione politica a sostegno dei diritti civili ed economici degli afroamericani che ebbe luogo a Washington il 28 agosto 1963. Malcolm X sostiene che l'impeto delle masse arrabbiate alla base della manifestazione venne spento dai leader delle principali organizzazioni afroamericane, i cosiddetti "Big Six", che imposero un rigido controllo sull'evento, svuotandolo del suo potenziale e trasformandolo in "un circo".

## Analisi
Questo discorso è uno degli ultimi pronunciato da Malcolm X prima di uscire dalla Nation of Islam e alcuni analisti, come il teologo James Hal Cone, hanno descritto il discorso come il più "politico" pronunciato da Malcolm X in quel periodo, sottolineando come molti dei messaggi andassero oltre gli insegnamenti della Nation of Islam.
Alcuni temi sviluppati nel discorso ai quadri di base, come la distinzione tra "rivoluzione nera" e "rivoluzione negra", o quella tra "negri dei campi" e "negri da cortile", erano diventati un tema ricorrente nei discorsi di Malcolm X.